# Pachore
Pachore is een nagar panchayat (plaats) in het district Rajgarh van de Indiase staat Madhya Pradesh. 

## Demografie
Volgens de Indiase volkstelling van 2001 wonen er 20.940 mensen in Pachore, waarvan 53% mannelijk en 47% vrouwelijk is. De plaats heeft een alfabetiseringsgraad van 59%. 